# استان ماریا ترینیداد سانچز
استان ماریا ترینیداد سانچز (به لاتین: María Trinidad Sánchez Province) یک استان در جمهوری دومینیکن است.
مساحت این استان ۱٬۲۷۱٫۷۱ کیلومتر مربع و جمعیت آن در سال ۲۰۱۴ میلادی ۱۹۵٬۸۸۶ نفر می‌باشد.